# Kyosuke Goto
Kyosuke Goto (後藤 京介 Goto Kyosuke?), född 29 juli 1992 i Tokyo prefektur, är en japansk fotbollsspelare.
Goto spelade för YSCC Yokohama. Efter YSCC Yokohama spelade han för Ventforet Kofu, Thespakusatsu Gunma och Iwate Grulla Morioka.